# Zlatá bula Ondřeje II.

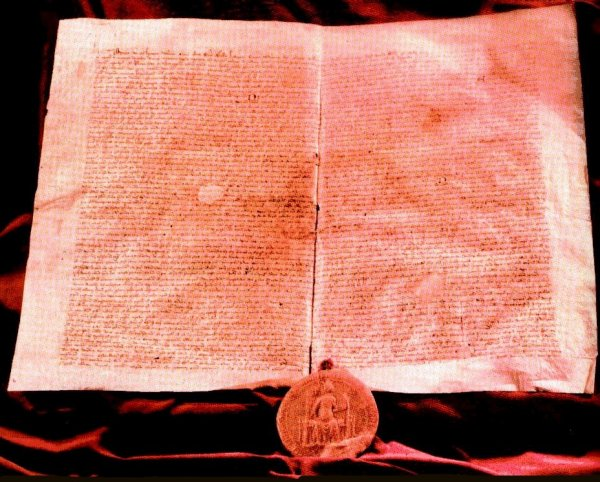
Zlatá bula z r. 1222

Zlatá bula Ondřeje II. byl závažný dokument pro vývoj středověkého
uherského státu. Listinu vydal uherský král Ondřej II. dne 24. dubna 1222 ve Stoličném Bělehradě.

## Význam
Počátkem 13. století se v uherském státě rozmáhala anarchie a rozbroje mezi privilegovanou vysokou šlechtou a zemany, těžce snášejícími svévoli magnátů. Roku 1222 využila drobná šlechta porážky krále ve válce o Halič, spojila se s jednou ze znepřátelených magnátských skupin a donutila Ondřeje II. vydat Zlatou bulu. V ní bylo vymezeno osobní postavení jednotlivých kategorií svobodného obyvatelstva, jejich majetkové poměry, politická práva a povinnosti a vztah k panovníkovi. Král se zavázal, že bude zachovávat svobodu všech lidí urozeného původu, nepotrestá žádného šlechtice bez řádného soudního řízení a především bude každým rokem svolávat sněm s účastí vyšší i nižší šlechty a respektovat jeho rozhodnutí. Dále bula uzákonila nezcizitelnost a nezdanitelnost majetku aristokracie a zaručila zemanům práva královských služebníků. Oba šlechtické stavy byly stejně jako duchovenstvo osvobozeny od placení daní. Představitelům královské správy nebylo dovoleno vstoupit na šlechtickou půdu bez vyzvání. Král dokonce slíbil, že bude šlechtě platit za účast na vojenském tažení za hranice země. Zlatá bula měla posílit královskou moc a zároveň omezit panovníkovu svévoli. V mnoha směrech připomínala anglickou Velkou listinu svobod, zvláště v závěrečné formulaci práva šlechty na ozbrojený odpor proti králi (ius resistendi), pokud by nedodržoval své závazky. Na rozdíl od anglického dokumentu však nezaručovala žádná práva měšťanům.
Vydání Zlaté buly nevedlo ke zklidnění poměrů v uherském království. Nespokojena byla především církev, příčinou bylo vymezení postavení kléru. Roku 1231 byl král přinucen k revizi dokumentu, z něhož sice bylo vypuštěno ius resistendi šlechty, na druhé straně však získal ostřihomský arcibiskup právo uvalit klatbu na krále, pokud by porušil zákonná ustanovení. Arcibiskup toho využil hned v následujícím roce, neboť církev byla s revidovanou bulou nespokojena ještě více. Ondřej II. byl nucen se s církevními preláty znovu vypořádat. Roku 1234 jim udělil řadu ekonomických, finančních a soudních výsad, jimiž upevnil postavení církve jako samostatného stavu.